# Maximin Isnard

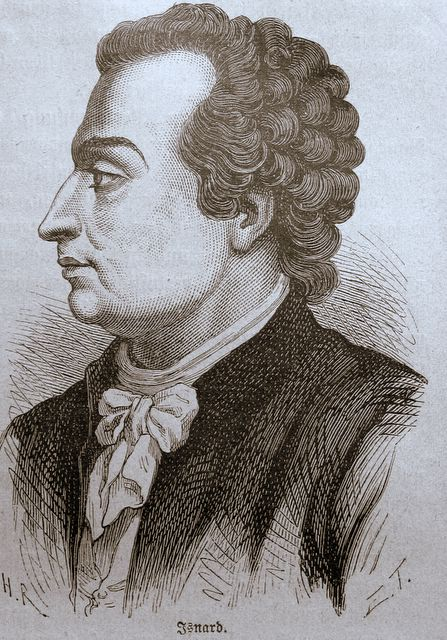
Maximin Isnard

Maximin Isnard (* 1751/55/58?; † 1825) war Politiker während der Französischen Revolution.

## Leben
Isnard war ein Parfümhändler in Draguignan, als er für das Département Var als Abgeordneter in die Gesetzgebende Versammlung gewählt wurde. Dort schloss er sich den Girondisten an. Er griff den Hof und die österreichische Partei in den Tuilerien an, verlangte die Auflösung der königlichen Leibwache und warf Ludwig XVI. Untreue gegenüber der Konstitution vor. Aber am 20. Juni 1792, als die Menschenmengen in den Palast eindrangen, war er einer der Abgeordneten, die sich dorthin begaben, um den König zu schützen.
Nach dem 10. August 1792 wurde er zur Armee des Nordens geschickt, um den Aufstand zu rechtfertigen. In den Nationalkonvent wiedergewählt stimmte er für den Tod Ludwigs XVI. und war Mitglied des Verteidigungsausschusses (Comité de la défense générale), der am 4. Januar 1793 gebildet wurde. Der aus 25 Mitgliedern bestehende Ausschuss stellte sich als zu schwerfällig heraus, so dass Isnard am 4. April im Namen der girondistischen Mehrheit einen Bericht vorlegte, der einen kleineren Ausschuss aus neun Mitgliedern vorschlug. Dieser wurde zwei Tage später als Wohlfahrtsausschuss (Comité de salut public) eingerichtet. Am 25. Mai präsidierte Isnard im Konvent, als eine Abordnung von der Pariser Kommune erschien, um die Freilassung Héberts zu fordern; er gab seine berühmte Antwort:

« Si par ces insurrections toujours renaissantes, il arrivait qu'on portât atteinte à la représentation nationale, je vous le déclare au nom de la France entière […] Paris serait anéanti […]. Bientôt on chercherait sur les rives de la Seine si Paris a existé. »

„Wenn es durch diese ständig wiederauflebenden Revolten geschehen sollte, dass man einen Angriff auf die nationale Vertretung richtet, erkläre ich euch im Namen ganz Frankreichs, dass Paris vernichtet werden wird, und dass man bald an den Ufern der Seine suchen wird, ob Paris existiert hat.“

Am 2. Juni 1793 bot er seinen Rücktritt als Repräsentant des Volkes an; er war aber nicht von dem Dekret betroffen, mit dem der Konvent den Arrest von neunundzwanzig Girondisten verfügte. Am 3. Oktober wurde aber seine Verhaftung angeordnet, zusammen mit mehreren anderen girondistischen Abgeordneten, die den Konvent verlassen hatten und in den Départements den Bürgerkrieg anrührten. Er entkam und wurde am 8. März 1795 in den Konvent zurückberufen, wo er die reaktionären Maßnahmen unterstützte. Für Var wurde er als Abgeordneter in den Rat der Fünfhundert gewählt, spielte dort aber nur eine unbedeutende Rolle. 1797 zog er sich nach Draguignan zurück. 1800 veröffentlichte er ein Pamphlet De l'immortalité de l'âme, in dem er den Katholizismus rühmte; 1804 Réflexions relatives au sénatus-consulte du 28 floréal an XII., eine begeisterte Rechtfertigung des Kaiserreiches. Nach der Restauration bekannte er sich zu royalistischen Ansichten, damit er nicht belangt würde, obwohl ein Gesetz von 1816 die für den Königsmord verantwortlichen früheren Mitglieder des Konvents ächtete.